# Пиер Миняр
Пиер Миняр (Pierre Mignard) (17 ноември 1612 – 30 май 1695) е френски художник от епохата на Луи XIV. Считан е за един от тримата големи френски художници на ХVІІ в., заедно с Никола Пусен и Шарл Льобрюн. Наричан Миняр Римлянинът (Mignard le Romain). Рисува главно религиозни и митологични сцени и много портрети. Въвлича се в дълго съперничество с Льобрюн, който е обявен за „пръв художник на краля“ - признание, което Миняр иска за себе си.

## Биография
Родом е от Троа. Родителите му Пиер и Мари са занаятчии, чийто предци са дошли от Англия. По-големият му брат Никола и племенниците му Пол и Пиер - всички са художници. За да се отличават двамата Пиер, племенникът е наричан Пиер ІІ Миняр. Първо учи в Бурж при Жан Буше, после в Париж, в известното студио на Симон Вуе. През 1635 г. отива в Рим, за да се усъвършенства и остава там 22 години. Оттук идва прякорът му. В Рим рисува картини на християнска тематика, главно Богородица с младенеца, които стават толкова популярни, че се наричат Минярдизи. Често е наеман да прави копия на майсторите Никола Пусен и Анибале Карачи. Рисува и първите си портрети на папи, кардинали и италиански благородници.
През 1657 г. се връща в Париж, където става близък приятел на Жан-Батист Молиер и му рисува няколко портрета (включително един, на който е представен като Цезар над убития Помпей). Талантът му е забелязан от Луи ХІV, който му поръчва все повече портрети на себе си, на семейството си и на близките му в двора. В този ранен период Миняр впечатлява с една прекрасна картина на кралската любима Мария Манчини. Но все пак Миняр остава в сянката на Льобрюн. Противоречията между двамата не са само професионални (Льобрюн критикува твърде „придворния“ стил на съперника си), а и лични. Миняр отказва да участва в Академията за приложни изкуства, която Льобрюн ръководи. Скарва се и с брат си, защото той подкрепя Льобрюн, за да може да се издигне. Двамата художници стават част от голямото разделение в двора, защото Льобрюн е протеже на всесилния Колбер, а Миняр - на неговия противник Лувоа.
Ситуацията се променя със смъртта на Льобрюн през 1690 г. Миняр става не само „пръв художник на краля“, но и заема всички досегашни постове на съперника си. За жалост твърде кратко се радва на привилегиите си, тъй като умира през 1695 г., докато рисува купола на Дома на инвалидите.

## Картини
Стилът на Пиер Миняр е типичният за епохата на барока реализъм, наситеност на цветовете и частица романтизъм. Той е високо ценен портретист и успява да нарисува краля и съпругата му Мария-Тереза, Колбер, Мазарини, кардинал дьо Рец, Декарт, Лафонтен, Расин, Босюе, Тюрен, мадам дьо Монтеспан, мадам дьо Ментнон, мадам дьо Севинье. Портретът му на Ана Австрийска е начинът, по който си я представяме в късните ѝ години. Негови катини днес се намират в музея Калве в Авиньон, в Лондон, Харвард, в руския Ермитаж. Някои от тях са в Лувъра и във Версай, в Женева, Тулуза и дори в Хонолулу.

### Портрети
- Луи ХІV
- Жан-Батист Молиер
- Кардинал Мазарини
- Жан-Батист Колбер
- Мадам дьо Монтеспан
- Жак Босюе
- Маркиза дьо Севинье

### Други
- Луи ХІV пред Маастрихт
- Св. Лука рисува Богородица
- Овчарят Фаустул довежда Ромул и Рем при жена си
- Александър и амазонките
- Смъртта на Клеопатра